# 13a etapa del Tour de França de 2014
La 13a etapa del Tour de França de 2014 es disputà el divendres 18 de juliol de 2014 sobre un recorregut de 197,5 km entre la localitat francesa de Sant-Etiève i l'estació d'esquí de Chamrousse.
El vencedor de l'etapa fou el sicilià Vincenzo Nibali (Astana Qazaqstan Team) després d'un contundent atac a manca de 7,5 quilòmetres per l'arribada que cap dels seus rivals va poder seguir. En segona posició finalitzà Rafał Majka (Team Tinkoff-Saxo), escapat juntament amb Leopold König (NetApp-Endura) en les primeres rampes de l'ascensió final. Alejandro Valverde (Movistar Team), quart de l'etapa, passà a ocupar la segona posició en la general després que Richie Porte (Team Sky), segon fins aquell moment, perdés gairebé 9 minuts en l'arribada. Thibaut Pinot (FDJ) retallà temps en la lluita pel mallot blanc dels joves i quedà a tan sols 16" de Romain Bardet (AG2R La Mondiale).

## Recorregut
Primera etapa alpina de la present edició del Tour amb tres ports puntuables. El primer d'ells, de tercera categoria, es corona al quilòmetre 24 i dona pas a un centenar de quilòmetres més aviat planers fins a Saint-Égrève (km 134), on comença l'ascensió a l'inèdit coll de Palaquit, de primera categoria (km 143,5) i amb diversos quilòmetres amb rampes superiors al 10%. El descens mena fins a Saint-Martin-d'Hères (km 169,5), on es disputa l'esprint intermedi, just abans de començar l'ascensió final fins a l'estació d'esquí de Chamrousse, primer port de categoria especial d'aquesta edició.

## Desenvolupament de l'etapa
Només donar-se el tret de sortida hi hagué nombrosos intents d'escapada, sempre amb la presència d'Alessandro De Marchi (Cannondale) i Brice Feillu (Bretagne-Séché Environnement). No fou fins a l'ascens al primer port del dia quan s'acabà formant l'escapada del dia, amb nou ciclistes, i en què també hi havia Blel Kadri (AG2R La Mondiale) i Jan Bakelants (Omega Pharma-Quick Step). El Team Katusha els controlà en tot moment, sense deixar que arribessin als cinc minuts de màxima avantatge. En la dura ascensió al coll de Palaquit el grup capdavanter es desintegrà, amb De Marchi coronant en solitari amb més d'un minut sobre Bakelants. El gran grup, que també perdé unitats a marxes forçades, passà per l'esprint de Saint-Martin-d'Hères, als peus de l'ascensió final a Chamrousse, 3' 40" rere De Marchi, però l'acceleració del Movistar Team va fer que fos neutralitzat quan encara mancaven 14,5 quilòmetres per l'arribada. Poc després Richie Porte (Team Sky) es despenjà del grup capdavanter, alhora que Rafał Majka (Team Tinkoff-Saxo) i Leopold König (NetApp-Endura) marxaren en solitari en busca de la victòria final. A manca de 7,5 quilòmetres fou Vincenzo Nibali (Astana Qazaqstan Team) el que atacà i deixà enrere tota la resta de favorits i donà caça als dos escapats, als quals deixà enrere a manca de 3 quilòmetres per aconseguir la seva tercera victòria d'etapa de la present edició del Tour. Alejandro Valverde (Movistar Team) acabà quart, a 50" de Nibali, i pujà a la segona posició en la general, mentre Thibaut Pinot (FDJ) i Romain Bardet (AG2R La Mondiale) lluitaren aferrissadament per la classificació dels joves.

## Resultats

### Classificació de l'etapa
|    | Ciclista                     | Equip                   | Temps      |
| -- | ---------------------------- | ----------------------- | ---------- |
| 1  | Vincenzo Nibali (ITA)        | Astana Qazaqstan Team   | 5h 12' 29" |
| 2  | Rafał Majka (POL)            | Team Tinkoff-Saxo       | + 10"      |
| 3  | Leopold König (CZE)          | NetApp-Endura           | + 11"      |
| 4  | Alejandro Valverde (ESP)     | Movistar Team           | + 50"      |
| 5  | Thibaut Pinot (FRA)          | FDJ                     | + 53"      |
| 6  | Tejay van Garderen (USA)     | BMC Racing Team         | + 1' 23"   |
| 7  | Romain Bardet (FRA)          | AG2R La Mondiale        | + 1' 23"   |
| 8  | Laurens Ten Dam (NED)        | Belkin Pro Cycling Team | + 1' 36"   |
| 9  | Jean-Christophe Péraud (FRA) | AG2R La Mondiale        | + 2' 09"   |
| 10 | Fränk Schleck (LUX)          | Trek Factory Racing     | + 2' 09"   |

### Punts atribuïts
| 1r  | Alessandro De Marchi (ITA)  | Cannondale              | 20 pts |
| 2n  | Jan Bakelants (BEL)         | Omega Pharma-Quick Step | 17 pts |
| 3r  | Greg Van Avermaet (BEL)     | BMC Racing Team         | 15 pts |
| 4t  | Jérémy Roy (FRA)            | FDJ                     | 13 pts |
| 5è  | Arnold Jeannesson (FRA)     | FDJ                     | 11 pts |
| 6è  | Thibaut Pinot (FRA)         | FDJ                     | 10 pts |
| 7è  | José Joaquín Rojas (ESP)    | Movistar Team           | 9 pts  |
| 8è  | Lieuwe Westra (NED)         | Astana Qazaqstan Team   | 8 pts  |
| 9è  | Tanel Kangert (EST)         | Astana Qazaqstan Team   | 7 pts  |
| 10è | Mikaël Cherel (FRA)         | AG2R La Mondiale        | 6 pts  |
| 11è | Jurgen Van den Broeck (BEL) | Lotto-Belisol           | 5 pts  |
| 12è | Adam Hansen (AUS)           | Lotto-Belisol           | 4 pts  |
| 13è | Pierre Rolland (FRA)        | Team Europcar           | 3 pts  |
| 14è | Vincenzo Nibali (ITA)       | Astana Qazaqstan Team   | 2 pts  |
| 15è | Richie Porte (AUS)          | Team Sky                | 1 pt   |

| 1r  | Vincenzo Nibali (ITA)            | Astana Qazaqstan Team   | 20 pts |
| 2n  | Rafał Majka (POL)                | Team Tinkoff-Saxo       | 17 pts |
| 3r  | Leopold König (CZE)              | NetApp-Endura           | 15 pts |
| 4t  | Alejandro Valverde (ESP)         | Movistar Team           | 13 pts |
| 5è  | Thibaut Pinot (FRA)              | FDJ                     | 11 pts |
| 6è  | Tejay van Garderen (USA)         | BMC Racing Team         | 10 pts |
| 7è  | Romain Bardet (FRA)              | AG2R La Mondiale        | 9 pts  |
| 8è  | Laurens ten Dam (NED)            | Belkin Pro Cycling Team | 8 pts  |
| 9è  | Jean-Christophe Péraud (FRA)     | AG2R La Mondiale        | 7 pts  |
| 10è | Fränk Schleck (LUX)              | Trek Factory Racing     | 6 pts  |
| 11è | Haimar Zubeldia (ESP)            | Trek Factory Racing     | 5 pts  |
| 12è | Jurgen Van den Broeck (BEL)      | Lotto-Belisol           | 4 pts  |
| 13è | Bauke Mollema (NED)              | Belkin Pro Cycling Team | 3 pts  |
| 14è | Pierre Rolland (FRA)             | Team Europcar           | 2 pts  |
| 15è | Rui Alberto Faria da Costa (POR) | Lampre-Merida           | 1 pt   |

### Colls i cotes
| 1r | Giovanni Visconti (ITA) | Movistar Team    | 2 pts |
| 2n | Blel Kadri (FRA)        | AG2R La Mondiale | 1 pt  |

| 1r | Alessandro De Marchi (ITA) | Cannondale              | 10 pts |
| 2n | Jan Bakelants (BEL)        | Omega Pharma-Quick Step | 8 pts  |
| 3r | Luis Ángel Maté (ESP)      | Cofidis                 | 6 pts  |
| 4t | Jérôme Pineau (FRA)        | IAM Cycling             | 4 pts  |
| 5è | Joaquim Rodríguez (CAT)    | Team Katusha            | 2 pts  |
| 6è | Thibaut Pinot (FRA)        | FDJ                     | 1 pt   |

- 3. Chamrousse. 1.730m. Categoria Especial (km 197,5) (18,2 km al 7,3%)

| 1r  | Vincenzo Nibali (ITA)        | Astana Qazaqstan Team   | 50 pts |
| 2n  | Rafał Majka (POL)            | Team Tinkoff-Saxo       | 40 pts |
| 3r  | Leopold König (CZE)          | NetApp-Endura           | 32 pts |
| 4t  | Alejandro Valverde (ESP)     | Movistar Team           | 28 pts |
| 5è  | Thibaut Pinot (FRA)          | FDJ                     | 24 pts |
| 6è  | Tejay van Garderen (USA)     | BMC Racing Team         | 20 pts |
| 7è  | Romain Bardet (FRA)          | AG2R La Mondiale        | 16 pts |
| 8è  | Laurens ten Dam (NED)        | Belkin Pro Cycling Team | 12 pts |
| 9è  | Jean-Christophe Péraud (FRA) | AG2R La Mondiale        | 8 pts  |
| 10è | Fränk Schleck (LUX)          | Trek Factory Racing     | 4 pts  |

## Classificacions a la fi de l'etapa

### Classificació general
|    | Ciclista                     | Equip                   | Temps       |
| -- | ---------------------------- | ----------------------- | ----------- |
| 1  | Vincenzo Nibali (ITA)        | Astana Qazaqstan Team   | 56h 44' 03" |
| 2  | Alejandro Valverde (ESP)     | Movistar Team           | + 3' 37"    |
| 3  | Romain Bardet (FRA)          | AG2R La Mondiale        | + 4' 24"    |
| 4  | Thibaut Pinot (FRA)          | FDJ                     | + 4' 40"    |
| 5  | Tejay van Garderen (USA)     | BMC Racing Team         | + 5' 19"    |
| 6  | Jean-Christophe Péraud (FRA) | AG2R La Mondiale        | + 6' 06"    |
| 7  | Bauke Mollema (NED)          | Belkin Pro Cycling Team | + 6' 17"    |
| 8  | Jurgen Van den Broeck (BEL)  | Lotto-Belisol           | + 6' 27"    |
| 9  | Rui Costa (POR)              | Lampre-Merida           | + 8' 35"    |
| 10 | Leopold König (CZE)          | NetApp-Endura           | + 8' 36"    |

### Classificació per punts
|    | Ciclista                 | Equip         | Punts   |
| -- | ------------------------ | ------------- | ------- |
| 1r | Peter Sagan (SVK)        | Cannondale    | 341 pts |
| 2n | Bryan Coquard (FRA)      | Team Europcar | 191 pts |
| 3r | Alexander Kristoff (NOR) | Team Katusha  | 172 pts |

### Classificació de la muntanya
|    | Ciclista                | Equip                 | Punts  |
| -- | ----------------------- | --------------------- | ------ |
| 1r | Vincenzo Nibali (ITA)   | Astana Qazaqstan Team | 70 pts |
| 2n | Joaquim Rodríguez (CAT) | Team Katusha          | 53 pts |
| 3r | Thibaut Pinot (FRA)     | FDJ                   | 41 pts |

### Classificació del millor jove
|    | Ciclista                 | Equip                   | Temps       |
| -- | ------------------------ | ----------------------- | ----------- |
| 1r | Romain Bardet (FRA)      | AG2R La Mondiale        | 56h 48' 27" |
| 2n | Thibaut Pinot (FRA)      | FDJ                     | + 16"       |
| 3r | Michał Kwiatkowski (POL) | Omega Pharma-Quick Step | + 4' 27"    |

### Classificació per equips
|    | Equip                   | Temps        |
| -- | ----------------------- | ------------ |
| 1r | AG2R La Mondiale        | 170h 27' 17" |
| 2n | Belkin Pro Cycling Team | + 9' 24"     |
| 3r | Team Sky                | + 23' 46"    |

## Abandonaments
- Janier Acevedo (COL) (Garmin-Sharp). Abandona.
- Daniel Navarro (ESP) (Cofidis). Abandona.
- Aleksandr Pórsev (RUS) (Team Katusha). Fora de control.
- Arthur Vichot (FRA) (FDJ). Abandona.[5]